# William Baeten
William Guido R Baeten (Houthalen-Helchteren, 7 februari 1997) is een Belgisch voetballer die als middenvelder speelt. Hij komt sinds het seizoen 2020/21 uit voor de Roemeense club FC U Craiova 1948.

## Carrière

### Jeugd en begin carrière
Als Limburger genoot Baeten zijn opleiding bij de Limburgse profclubs KRC Genk en vervolgens Sint-Truidense VV. Nadat hij zich niet kon doorzetten naar het eerste elftal van Sint-Truiden tekende Baeten een contract bij Dessel Sport, uitkomend in de Eerste klasse Amateurs, het op twee na hoogste niveau in België. Als 19-jarige mocht Baeten op 27 augustus 2016 debuteren in het eerste elftal van Dessel in de bekerwedstrijd tegen Patro Eisden Maasmechelen. Na 60 minuten viel hij in voor Leo Njengo, in de 89ste minuut wist hij daarnaast meteen te scoren bij zijn debuut. Baeten zette zo de 0-6 eindstand op het bord. Na drie seizoenen als basisspeler bij Dessel gespeeld te hebben maakte hij de overstap naar de ambitieuze reeksgenoot Patro Maasmechelen dat ex-profvoetballer en Belgisch voormalig international Stijn Stijnen als hoofdcoach had. Baeten mocht op 31 augustus 2019 debuteren in de competitiewedstrijd tegen RFC Seraing, in de 85ste minuut viel hij in voor Geert Berben.

### FC U Craiova
Na 1 seizoen bij Patro actief te zijn geweest kreeg Baeten een contractaanbieding van de Roemeense tweedeklasser FC U Craiova 1948 waar hij besloot op in te gaan. Hij tekende er een contract voor één seizoen met een optie voor twee bijkomende seizoenen.  Op 12 september 2020 debuteerde hij officieel als invaller in de competitiewedstrijd tegen AFC Dunărea Călărași. Eén speeldag later mocht Baeten starten als basisspeler waarna hij deze basisplaats ook de rest van het seizoen wist te behouden. Aan het einde van het seizoen wist hij met Craiova kampioen te spelen in de Liga 2 en hiermee te promoveren naar de Roemeense hoogste klasse. Op 11 juni 2021 maakte de club bekend dat de optie in het contract van Baeten werd gelicht waardoor zijn contract automatisch verlengt werd tot juni 2023. Bij zijn debuut met Craiova in de Liga 1 wist hij meteen te scoren op de openingsspeeldag tegen topclub CFR Cluj. Baeten scoorde de 2-2 gelijkmaker, Craiova zou de wedstrijd echter wel nog verliezen met 3-2.

## Statistieken
| Seizoen        | Club                      | Land              | Competitie             | Competitie | Competitie | Beker | Beker | Internationaal | Internationaal | Totaal | Totaal |
| Seizoen        | Club                      | Land              | Competitie             | Wed.       | Dlp.       | Wed.  | Dlp.  | Wed.           | Dlp.           | Wed.   | Dlp.   |
| -------------- | ------------------------- | ----------------- | ---------------------- | ---------- | ---------- | ----- | ----- | -------------- | -------------- | ------ | ------ |
| 2016/17        | Dessel Sport              | Vlag van België   | Eerste klasse Amateurs | 27         | 2          | 2     | 1     | —              | —              | 29     | 3      |
| 2017/18        | Dessel Sport              | Vlag van België   | Eerste klasse Amateurs | 23         | 4          | 0     | 0     | —              | —              | 23     | 4      |
| 2018/19        | Dessel Sport              | Vlag van België   | Eerste klasse Amateurs | 14         | 0          | 2     | 1     | —              | —              | 16     | 1      |
| 2019/20        | Patro Eisden Maasmechelen | Vlag van België   | Eerste klasse Amateurs | 21         | 1          | 0     | 0     | —              | —              | 21     | 1      |
| 2020/21        | FC U Craiova 1948         | Vlag van Roemenië | Liga 2                 | 23         | 2          | 1     | 0     | —              | —              | 24     | 2      |
| 2021/22        | FC U Craiova 1948         | Vlag van Roemenië | Liga 1                 | 32         | 7          | 1     | 0     | —              | —              | 33     | 7      |
| 2022/23        | FC U Craiova 1948         | Vlag van Roemenië | Liga 1                 | 33         | 5          | 3     | 0     | —              | —              | 36     | 5      |
| 2023/24        | FC U Craiova 1948         | Vlag van Roemenië | Liga 1                 | 3          | 0          | 0     | 0     | —              | —              | 3      | 0      |
| Carrièretotaal | Carrièretotaal            | Carrièretotaal    | Carrièretotaal         | 176        | 21         | 9     | 2     | 0              | 0              | 185    | 23     |

Bijgewerkt op 03 augustus 2023.